# Rhön-Rennsteig-Radweg

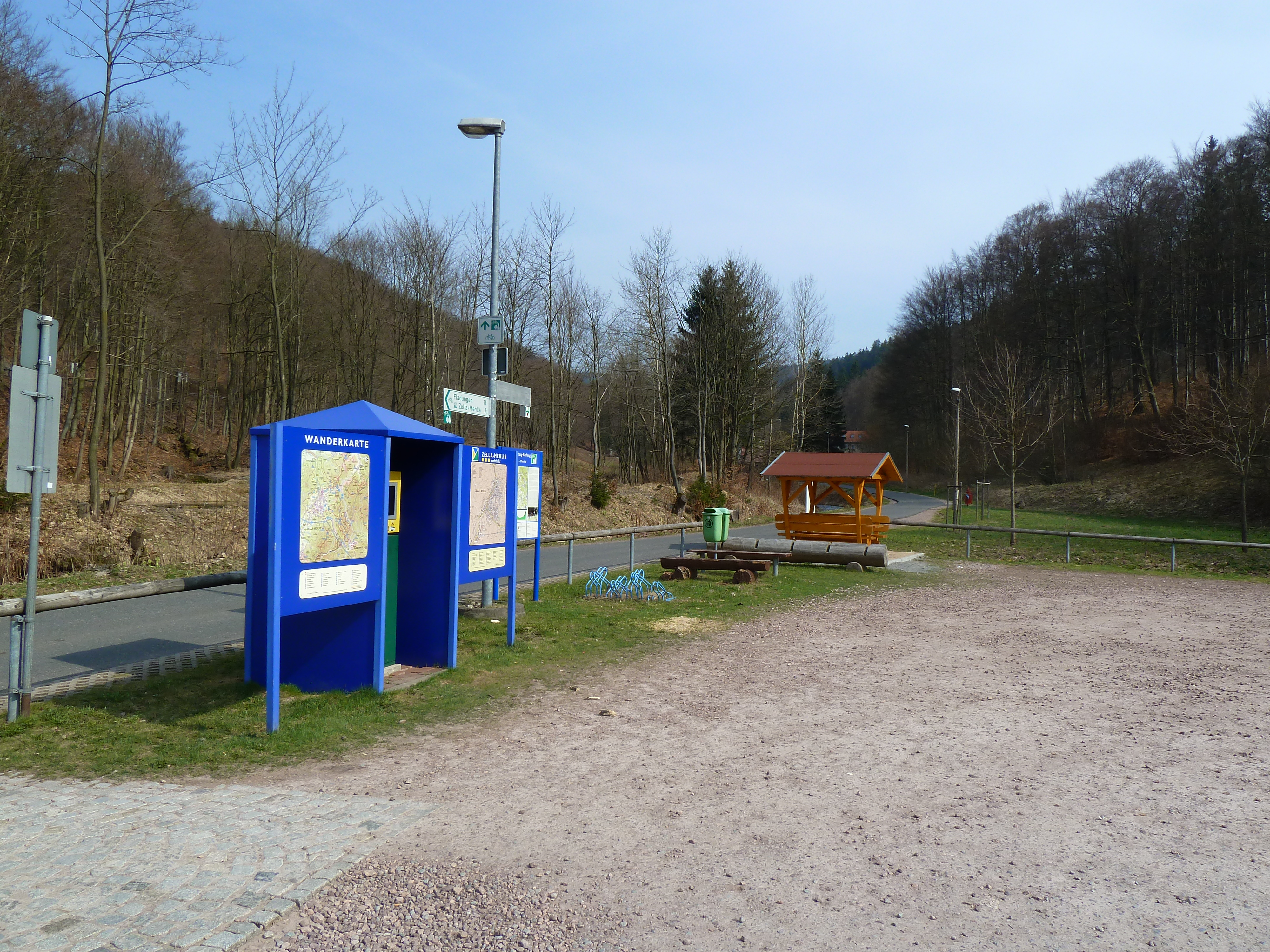
Rhön-Rennsteig-Radweg, Rastplatz am Ortseingang Zella-Mehlis

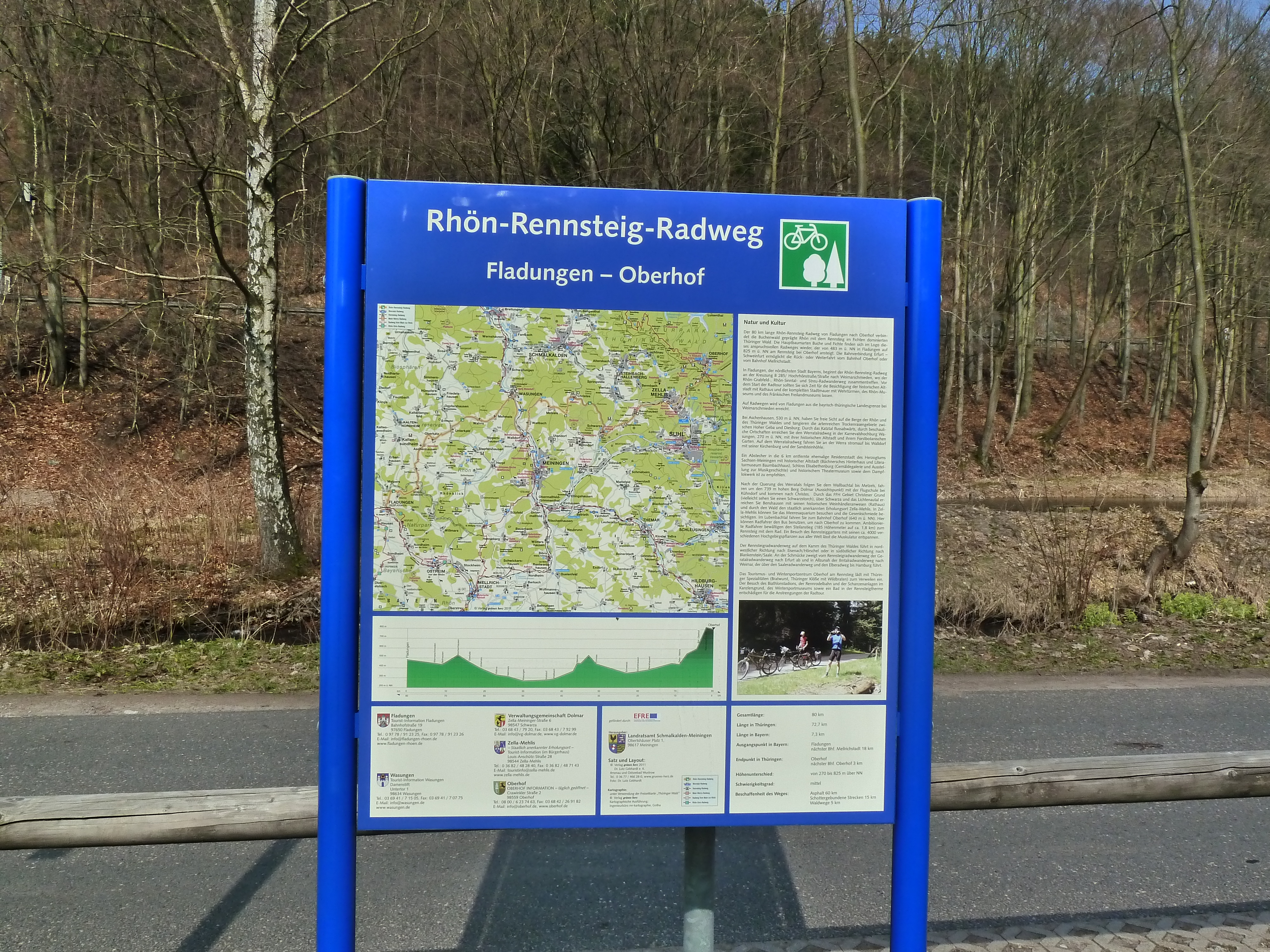
Rhön-Rennsteig-Radweg; Infotafel

Der Rhön-Rennsteig-Radweg ist ein etwa 80 km langer Radwanderweg und führt von der unterfränkischen Stadt Fladungen im Landkreis Rhön-Grabfeld durch den südthüringischen Landkreis Schmalkalden-Meiningen nach Oberhof am Rennsteig. Der Radwanderweg verbindet so die Rhön mit dem Thüringer Wald.

## Kurzbeschreibung
Startpunkt des Radweges ist Fladungen und führt im Verlauf in Richtung Nordosten über die Orte Weimarschmieden, Gerthausen, Aschenhausen, Oberkatz, Unterkatz, Wahns, Mehmels, Wasungen, Walldorf, Wallbach, Metzels, Christes, Schwarza, Ebertshausen, Benshausen, Zella-Mehlis und endet in Oberhof.
Die Route verbindet den Fernradweg EuroVelo Route EV13 mit dem Radfernweg Rennsteig-Radwanderweg.

## Ausbau
Zwischen den Ortschaften Benshausen und Zella-Mehlis ist die Strecke nur mäßig ausgebaut. Der Wegeverlauf ist hier in kurzen Abschnitten zum Teil unbefestigt und unzureichend markiert.